# العلاقات المجرية السلوفاكية
العلاقات المجرية السلوفاكية هي العلاقات الثنائية التي تجمع بين المجر وسلوفاكيا.

## مقارنة بين البلدين
هذه مقارنة عامة ومرجعية للدولتين:
| وجه المقارنة                                              | المجر                                                       | سلوفاكيا                                                       |
| --------------------------------------------------------- | ----------------------------------------------------------- | -------------------------------------------------------------- |
| المساحة (كم2)                                             | 93.04 ألف                                                   | 49.03 ألف                                                      |
| عدد السكان (نسمة)                                         | 9.78 مليون                                                  | 5.44 مليون                                                     |
| الكثافة السكانية (ن./كم²)                                 | 105.12                                                      | 110.95                                                         |
| العاصمة                                                   | بودابست                                                     | براتيسلافا                                                     |
| اللغة الرسمية                                             | لغة مجرية                                                   | اللغة السلوفاكية                                               |
| العملة                                                    | فورنت مجري                                                  | كرونة سلوفاكية، يورو                                           |
| الناتج المحلي الإجمالي (بليون دولار)                      | 139.14 مليار                                                | 95.77 مليار                                                    |
| الناتج المحلي الإجمالي (تعادل القوة الشرائية) بليون دولار | 260.42 مليار                                                | 162.34 مليار                                                   |
| الناتج المحلي الإجمالي الاسمي للفرد دولار أمريكي          | 12.36 ألف                                                   | 16.09 ألف                                                      |
| الناتج المحلي الإجمالي للفرد دولار أمريكي                 | 25.07 ألف                                                   | 30.46 ألف                                                      |
| مؤشر التنمية البشرية                                      | 0.828                                                       | 0.844                                                          |
| رمز المكالمات الدولي                                      | +36                                                         | +421                                                           |
| رمز الإنترنت                                              | .hu                                                         | .sk                                                            |
| المنطقة الزمنية                                           | ت ع م+01:00، ت ع م+02:00، أوروبا/بودابست ‏، توقيت وسط أوروبا | توقيت وسط أوروبا، ت ع م+01:00، ت ع م+02:00، أوروبا/براتيسلافا ‏ |

## مدن متوأمة
في ما يلي قائمة باتفاقيات التوأمة بين مدن مجرية وسلوفاكية:
- ترتبط Tótkomlós [الإنجليزية]‏ مع زفولن باتفاقية توأمة.
- ترتبط 15th district of Budapest [الإنجليزية]‏ مع كوشيتسه باتفاقية توأمة.
- ترتبط زومباثلي مع ترنافا باتفاقية توأمة منذ 1991.
- ترتبط Bóly [الإنجليزية]‏ مع Neded [الإنجليزية]‏ باتفاقية توأمة.
- ترتبط Rudabánya [الإنجليزية]‏ مع دبشينا باتفاقية توأمة.
- ترتبط بيكيسكسابا مع ترنتشين باتفاقية توأمة منذ 1970.[15]
- ترتبط Tiszaújváros [الإنجليزية]‏ مع ريمافسكا سوبوتا باتفاقية توأمة.
- ترتبط Ferencváros [الإنجليزية]‏ مع كرالوسكي خلمتش باتفاقية توأمة.
- ترتبط كيشفاردا مع كرالوسكي خلمتش باتفاقية توأمة.
- ترتبط Medgyesegyháza [الإنجليزية]‏ مع كلاروفو باتفاقية توأمة.
- ترتبط Sajóvámos [الإنجليزية]‏ مع Mýtne Ludany [الإنجليزية]‏ باتفاقية توأمة.
- ترتبط Kisújszállás [الإنجليزية]‏ مع سبيشسكا نوفا فيس باتفاقية توأمة.
- ترتبط Makó [الإنجليزية]‏ مع جيليزوفتسي باتفاقية توأمة.
- ترتبط Sajószentpéter [الإنجليزية]‏ مع دبشينا باتفاقية توأمة.
- ترتبط Ajak (Hungary) [الإنجليزية]‏ مع تشيرنا ناد تيسو باتفاقية توأمة.
- ترتبط Szerencs [الإنجليزية]‏ مع روجنافا باتفاقية توأمة.
- ترتبط بوداورس مع Nová Vieska [الإنجليزية]‏ باتفاقية توأمة.
- ترتبط Maglód [الإنجليزية]‏ مع Mýtne Ludany [الإنجليزية]‏ باتفاقية توأمة.
- ترتبط Kerekegyháza [الإنجليزية]‏ مع Hamuliakovo [الإنجليزية]‏ باتفاقية توأمة.
- ترتبط Pápa [الإنجليزية]‏ مع لوتشينيتس باتفاقية توأمة.
- ترتبط Barcs [الإنجليزية]‏ مع جيليزوفتسي باتفاقية توأمة.
- ترتبط Kiskunfélegyháza [الإنجليزية]‏ مع Uhrovec [الإنجليزية]‏ باتفاقية توأمة.
- ترتبط Isaszeg [الإنجليزية]‏ مع Kechnec [الإنجليزية]‏ باتفاقية توأمة.
- ترتبط ازترغوم مع شتوروفو باتفاقية توأمة منذ 1992.
- ترتبط Hajdúnánás [الإنجليزية]‏ مع بييشتاني باتفاقية توأمة.
- ترتبط Becske [الإنجليزية]‏ مع Koláre [الإنجليزية]‏ باتفاقية توأمة.
- ترتبط Balassagyarmat [الإنجليزية]‏ مع Slovenské Ďarmoty [الإنجليزية]‏ باتفاقية توأمة.
- ترتبط Várpalota [الإنجليزية]‏ مع كرمنيتسا باتفاقية توأمة.
- ترتبط سيكشفهيرفار مع براتيسلافا باتفاقية توأمة منذ 28 أكتوبر 1978.
- ترتبط Bonyhád [الإنجليزية]‏ مع Tvrdošovce [الإنجليزية]‏ باتفاقية توأمة.
- ترتبط Csömör [الإنجليزية]‏ مع Mojmírovce [الإنجليزية]‏ باتفاقية توأمة.[16]
- ترتبط Tapolca [الإنجليزية]‏ مع Ružinov [الإنجليزية]‏ باتفاقية توأمة.
- ترتبط تاتا مع Svodín [الإنجليزية]‏ باتفاقية توأمة.
- ترتبط Komárom [الإنجليزية]‏ مع كومارنو باتفاقية توأمة.
- ترتبط Gyömrő [الإنجليزية]‏ مع Mýtne Ludany [الإنجليزية]‏ باتفاقية توأمة.
- ترتبط كوسيغ مع زفولن باتفاقية توأمة منذ 1995.
- ترتبط Elek [الإنجليزية]‏ مع فيلكي كابوشاني باتفاقية توأمة.
- ترتبط Kazincbarcika [الإنجليزية]‏ مع روفيتسا باتفاقية توأمة منذ 15 مارس 1998.
- ترتبط Mezőberény [الإنجليزية]‏ مع كلاروفو باتفاقية توأمة.
- ترتبط إيرد مع ليفيتسا باتفاقية توأمة.
- ترتبط 16th district of Budapest [الإنجليزية]‏ مع Podunajské Biskupice [الإنجليزية]‏ باتفاقية توأمة.
- ترتبط Veresegyház [الإنجليزية]‏ مع Pastovce [الإنجليزية]‏ باتفاقية توأمة.
- ترتبط فاك مع شاهي باتفاقية توأمة.
- ترتبط جيور مع ايلافا باتفاقية توأمة منذ 1971.
- ترتبط Zsombó [الإنجليزية]‏ مع Vinica, Veľký Krtíš District [الإنجليزية]‏ باتفاقية توأمة.
- ترتبط Fertőszentmiklós [الإنجليزية]‏ مع ليوبولدوف باتفاقية توأمة.
- ترتبط Záhony [الإنجليزية]‏ مع تشيرنا ناد تيسو باتفاقية توأمة.
- ترتبط Piliscsaba [الإنجليزية]‏ مع Veľký Lapáš [الإنجليزية]‏ باتفاقية توأمة منذ 2005.
- ترتبط Sárosd [الإنجليزية]‏ مع Bodzianske Lúky [الإنجليزية]‏ باتفاقية توأمة.
- ترتبط Siklós [الإنجليزية]‏ مع مولدوفا ناد بودفوا باتفاقية توأمة.[17]
- ترتبط غودولو مع دونيسكا ستريدا باتفاقية توأمة.
- ترتبط Újbuda [الإنجليزية]‏ مع Trstice [الإنجليزية]‏ باتفاقية توأمة.
- ترتبط Encs [الإنجليزية]‏ مع مولدوفا ناد بودفوا باتفاقية توأمة.
- ترتبط Fonyód [الإنجليزية]‏ مع نوفي زامكي باتفاقية توأمة.
- ترتبط Pannonhalma [الإنجليزية]‏ مع Dolné Saliby [الإنجليزية]‏ باتفاقية توأمة.
- ترتبط شاتوراياويهي [الإنجليزية]‏ مع ميخالوفتسى باتفاقية توأمة.
- ترتبط Jászberény [الإنجليزية]‏ مع توبولتشاني باتفاقية توأمة.
- ترتبط Tab, Hungary [الإنجليزية]‏ مع Tešedíkovo [الإنجليزية]‏ باتفاقية توأمة.
- ترتبط Kiskőrös [الإنجليزية]‏ مع ليبتوفسكي ميكولاش باتفاقية توأمة.
- ترتبط Győr-Szabadhegy  [لغات أخرى]‏ مع فيلكي ميدار باتفاقية توأمة.
- ترتبط ميشكولتس مع كوشيتسه باتفاقية توأمة منذ 1996.
- ترتبط Szarvas [الإنجليزية]‏ مع بوبراد باتفاقية توأمة.
- ترتبط نيرغهازا مع بريشوف باتفاقية توأمة منذ 1995.[18][19][18][19]
- ترتبط موشونمادياروفار [الإنجليزية]‏ مع شامورين باتفاقية توأمة.
- ترتبط بودابست مع كوشيتسه باتفاقية توأمة منذ 3 أغسطس 2012.[20][20][20][20]
- ترتبط ايغر مع دولني كوبين باتفاقية توأمة.
- ترتبط Belváros-Lipótváros [الإنجليزية]‏ مع روجنافا باتفاقية توأمة.
- ترتبط Edelény [الإنجليزية]‏ مع مولدوفا ناد بودفوا باتفاقية توأمة.

## منظمات دولية مشتركة
يشترك البلدان في عضوية مجموعة من المنظمات الدولية، منها:
| علم المنظمة | اسم المنظمة                               | تاريخ انضمام المجر | تاريخ انضمام سلوفاكيا |
| ----------- | ----------------------------------------- | ------------------ | --------------------- |
|             | الاتحاد الأوروبي                          | 1 مايو 2004        | 1 مايو 2004           |
|             | وكالة ضمان الاستثمار متعدد الأطراف        | 21 أبريل 1988      | 1993                  |
|             | منظمة التعاون الاقتصادي والتنمية          | 7 مايو 1996        | ?                     |
|             | الأمم المتحدة                             | 14 ديسمبر 1955     | 19 يناير 1993         |
|             | الوكالة الدولية للطاقة                    | ?                  | ?                     |
|             | الفريق المعني برصد الأرض                  | ?                  | ?                     |
|             | مركز تنسيق الحركة في أوروبا ‏              | ?                  | ?                     |
|             | منظمة حظر الأسلحة الكيميائية              | ?                  | ?                     |
|             | منظمة التجارة العالمية                    | 1995               | ?                     |
|             | منظمة الشرطة الجنائية الدولية             | ?                  | ?                     |
|             | منظمة الأمن والتعاون في أوروبا            | 25 يونيو 1973      | 1993                  |
|             | مؤسسة التنمية الدولية                     | 29 أبريل 1985      | 1993                  |
|             | حلف شمال الأطلسي                          | 12 مارس 1999       | 29 مارس 2004          |
|             | يونسكو                                    | 14 سبتمبر 1948     | 9 فبراير 1993         |
|             | الاتحاد البريدي العالمي                   | ?                  | ?                     |
|             | البنك الدولي للإنشاء والتعمير             | 7 يوليو 1982       | 1993                  |
|             | اتفاقية السماوات المفتوحة                 | ?                  | ?                     |
|             | الاتحاد الدولي للاتصالات                  | 1866               | 23 فبراير 1993        |
|             | مؤسسة التمويل الدولية                     | 29 أبريل 1985      | 1993                  |
|             | المنظمة الأوروبية لسلامة الملاحة الجوية   | 1992               | 1997                  |
|             | المركز الدولي لتسوية المنازعات الاستشارية | 6 مارس 1987        | 26 يونيو 1994         |
|             | مجموعة أستراليا                           | 1993               | 1994                  |
|             | مجموعة الموردين النوويين                  | ?                  | ?                     |

## أعلام
هذه قائمة لبعض الشخصيات التي تربطها علاقات بالبلدين:
- ألكسندر فون زيميلنسكي (14 أكتوبر 1871[29] – 15 مارس 1942[29])
- جون كدار (1 أبريل 1918[30] – 1 يونيو 1979[30])
- ساندور بيتوفي (1823[31][32][33] – 31 يوليو 1849[31][32][33])
- فيرينتس سالاشي (6 يناير 1897 – 12 مارس 1946)
- فيليب كيس (لاعب كرة قدم سلوفاكي، 13 أكتوبر 1990[34] – )
- لاديسلاف ناغي (لاعب هوكي جليد سلوفاكي، 1 يونيو 1979 – )
- لاديسلاف هيشت (لاعب كرة مضرب أمريكي، 31 أغسطس 1910 – 27 مايو 2004)
- لاديسلاو كوبالا (لاعب كرة قدم مجري، 10 يونيو 1927[35] – 17 مايو 2002[35])
- لويوش كوشوت (سياسي مجري، 19 سبتمبر 1802[36] – 20 مارس 1894[36][37][38])
- نوربرت جومبوز (لاعب كرة مضرب سلوفاكي، 13 أغسطس 1990 – )
- هنرييتا ناجيوفا (لاعبة كرة مضرب سلوفاكية، 15 ديسمبر 1978 – )
- يانوش زابوليا (2 فبراير 1487 – 17 يوليو 1540)
- يانوش كادار (سياسي مجري، 26 مايو 1912[39][40][41] – 6 يوليو 1989[39][40][41])

## وصلات خارجية
- موقع وزارة الخارجية المجرية
- موقع وزارة الخارجية السلوفاكية